# Station Lubomia
Station Lubomia is een spoorwegstation in de Poolse plaats Lubomia.